# Betzefer
I Betzefer sono una band groove metal/metalcore israeliana nata nel 1998 per suonare hardcore punk. Il nome deriva da una libera traduzione di "Beit Sefer", che in ebraico significa "scuola". Successivamente il loro sound si è evoluto fino a ricalcare le orme dei Pantera e dei Sepultura di Roots.

## Formazione

### Formazione attuale
- Avital Tamir - voce (1998 - )
- Matan Cohen - chitarra (1998 - )
- Rotem Inbar - basso (2003 - )
- Roey Berman - batteria (1998 - )

### Ex componenti
- Evil Haim - basso (2001 - 2003)
- Mashy - basso (1998 - 2001)

## Discografia

### Album in studio
- 2005 - Down Low
- 2008 - Freedom to the Slave Makers
- 2013 - The Devil Went Down to the Holy Land

### EP
- 2001 - Pitz Aachabar
- 2003 - Some Tits, But No Bush
- 2005 - New Hate